# 赵世人
赵世人（1970年8月—），男，浙江平阳人，中华人民共和国外交官、学者，现任中华人民共和国驻拉合尔总领事。

## 生平
赵世人毕业于外交学院，早期在中华人民共和国外交部办公厅和驻纽约总领事馆任职，曾任驻加纳大使馆政务参赞兼首席馆员、外交部新闻司参赞、外交部高级外交官创新实践委员会参赞、驻丹麦大使馆政务参赞兼首席官员，后加公使衔；挂职宁夏回族自治区博览局副局长。2022年5月，出任中华人民共和国驻拉合尔总领事。